# Petrochromis trewavasae
The threadfin cichlid (Petrochromis trewavasae) là một loài cá thuộc họ Cichlidae. Nó được tìm thấy ở Cộng hòa Dân chủ Congo và Zambian shorelines of Lake Tanganyika.